# Euacanthella bicolor
Euacanthella bicolor är en insektsart som beskrevs av Evans 1938. Euacanthella bicolor ingår i släktet Euacanthella och familjen dvärgstritar. Inga underarter finns listade i Catalogue of Life.